# Karena Evans
Karena Evans (Toronto, 17 de dezembro de 1995) é uma atriz e diretora de videoclipes canadense.